# الطامة
الطامة قرية سورية تتبع ناحية التمانعة في منطقة معرة النعمان في محافظة إدلب. بلغ عدد سكانها 1538 نسمة في عام 2004 حسب إحصاء المكتب المركزي للإحصاء.